# Заваров, Александр Анатольевич
Алекса́ндр Анато́льевич Зава́ров (укр. Олександр Анатолійович Заваров; род. 26 апреля 1961, Луганск) — советский и украинский футболист, полузащитник. Мастер спорта СССР международного класса. Заслуженный мастер спорта СССР. Выступал за сборную СССР. Окончил Луганский педагогический институт.

## Карьера игрока

### «Заря» и СКА (до 1983)
Воспитанник ворошиловградской (луганской) детско-юношеской школы олимпийского резерва «Заря». Первый тренер — Борис Васильевич Фомичёв. В раннем возрасте выделялся среди одногодков филигранными и нестандартными приемами и импровизацией на поле. Вместе с местной СДЮШОР дважды выходил в финал всеукраинского турнира «Кожаный мяч» (оба раза завоёвывая лишь «серебро»).
В 1977 году Заварова заметил Йожеф Сабо, тренер «Зари», и пригласил выступать за дубль. 27 апреля 1979 года Заваров дебютировал за клуб в высшей лиге чемпионата СССР на тбилисском стадионе «Динамо» в игре с «Динамо» — вышел на второй тайм и по итогам матча был признан лучшим игроком. В первом профессиональном сезоне 18-летний Заваров забил 7 голов, выступая на позиции нападающего. Был приглашён в юношескую сборную СССР, которая в том году завоевала «серебро» на чемпионате мира в Японии. Команда уступила в финальном матче команде Аргентины, за которую играли Рамон Диас, Хуан Барбас и Диего Марадона.
Затем были два года «службы» в ростовском СКА, который Заваров выбрал по двум причинам — недалеко от Луганска (в отличие от Москвы) и наличие в составе СКА экс-луганчан братьев Кузнецовых, Сергея Андреева, Валерия Зуева. В паре с бомбардиром Сергеем Андреевым стал одним из лучших нападающих в чемпионате СССР.
Лучшим достижением стала победа в Кубке СССР в 1981 году. В финале СКА играл против московского «Спартака» и за несколько минут до окончания основного времени счёт не был открыт. На 84-й минуте Заваров после хитрого финта отдал пас Сергею Андрееву, и лучший бомбардир ростовчан тех лет забил решающий гол.
Между тем, по признанию тренеров СКА, Заваров не отличался дисциплиной — часто позволял себе нарушать режим (вместе с Игорем Гамулой), был своенравен. За это неоднократно наказывался, в том числе 10 сутками гауптвахты.
Один из тренеров СКА, Герман Зонин, видя, что на позиции нападающего Заваров не так хорош, предложил ему оттянуться в полузащиту и вести игру из середины поля. С 1980 года стал играть «под нападающими», стараясь снабжать хорошими передачами форвардов Андреева и Воробьёва. Как признавался Заваров, «и мне действительно стало полегче: отбегал назад, получал мяч, все время был в игре — не ждал паса, а, наоборот, делал передачи партнёрам».
Следующий год атакующий полузащитник снова провёл в «Заре» в первой лиге. Заваров в том сезоне забил 10 голов в 30 играх. Перспектив в «Заре» у него не было, поэтому Виктор Кузнецов позвонил в Киев Михаилу Фоменко с предложением взять себе Заварова. Через день за ним приехали и забрали в «Динамо».

### «Динамо» Киев (1983—1988)
В 1983 году Заваров перешёл в киевское «Динамо». Первоначально дела его в команде шли плохо — в состав ставили мало. В 1984 году Заваров рассматривал возможность перехода в «Спартак»: беседовал с Константином Бесковым по телефону. Тем не менее Валерий Лобановский переубедил футболиста, дал гарантии, что он будет играть постоянно.
С 1985 года Заваров — среди основных игроков «Динамо». В команде он действовал на позиции связующего игрока между средней линией и линией нападения. Его партнёрами в полузащите были одни из лучших футболистов СССР — Василий Рац, Иван Яремчук и Павел Яковенко. Своими точными пасами он снабжал линию атаки: Олега Блохина, Вадима Евтушенко, Игоря Беланова.
В 1985 году впервые стал чемпионом СССР. В киевском «Динамо» Валерий Лобановский создал коллектив, который стал основой сборной. Поэтому уже 7 августа 1985 года Заваров впервые вышел на поле в составе главной сборной СССР (матч СССР — Румыния — 2:0).
В первые месяцы 1986 года «Динамо» сосредоточилось на борьбе в Кубке обладателей кубков, где уверенно разгромило венский «Рапид» (4:1 и 5:1) и пражскую «Дуклу» (3:0 и 1:1). В финале 2 мая 1986 года «Динамо» разгромило мадридский «Атлетико» — 3:0. Счёт открыл Заваров — на 5-й минуте он переправил головой мяч в ворота после того, как удар Беланова отбил голкипер.
На чемпионат мира 1986 года в Мексике Александр Заваров поехал как один из игроков, кому место в стартовом составе было гарантировано. Он сыграл во всех 4 играх и забил 1 мяч. 11 октября 1986 года в отборочном матче к ЕВРО-88 против сборной Франции на «Парк де Пренс» Заваров выдал два блестящих по исполнению голевых паса Рацу и Беланову.
В 1986 году «Золотой мяч» получил динамовец Игорь Беланов, а Заваров разделил 7—8 места с валлийцем Ианом Рашем из «Ливерпуля». Советские журналисты и специалисты в том же 1986 году лучшим игроком СССР признали именно Заварова. Включался в рейтинг-лист France Football ещё 3 года подряд.
В 1980-е Заваров дважды играл за сборную мира — в 1988 году в Нанси против сборной Франции в прощальном матче Платини и в Англии на 100-летии английской лиги.
После выступления советской сборной на чемпионате Европы 1988 года спрос на футболистов из СССР значительно возрос. Когда перестройка коснулась футбола и игрокам позволили переходить в заграничные клубы, одним из первых уехал Заваров. Рассматривались два варианта — «Барселона» и «Ювентус». Большую трансферную сумму предложили итальянцы, поэтому Заваров поехал к ним. Решение было принято компанией «Совинтерспорт», которая в 1980—1990-е годы занималась всеми делами спортсменов. «Ювентус» заплатил за полузащитника «Динамо» $5 млн: 2 млн направились в казну «Динамо», 2 млн — Госкомспорту и 1 млн государству. Согласно контракту, большая часть гонорара Заварова шла в «Совинтерспорт», а самому Заварову назначили стипендию в $1,2 тыс. в месяц. Так продолжалось 3 месяца, после чего клуб помог киевлянину пересмотреть условия контракта. «Ювентус» помимо денег подарил киевлянам три машины «Фиат» разных годов выпуска, отремонтировал за свои средства тренировочную базу «Динамо».

### «Ювентус»
Дебютировал в кубковом матче против «Асколи» 14 сентября 1988 года. Полностью игру не провёл, был заменен тренером Дзоффом. Заваров пришёл в итальянский клуб в период, когда команду покинули многие ключевые фигуры: защитники Гаэтано Ширеа, Антонио Кабрини и датский полузащитник Микаэль Лаудруп. Когда завершил карьеру Мишель Платини — легендарный французский плеймейкер команды, каждого полузащитника, в том числе и Заварова, болельщики рассматривали как возможную замену французу (Платини в том числе рекомендовал тренерам «Ювентуса» вместо себя на позицию плеймейкера именно Александра Заварова).
Однако главный тренер команды Дино Дзофф поставил Заварова на левый фланг полузащиты, откуда он должен был подавать мячи нападающим: сначала Алессандро Альтобелли, а впоследствии Сальваторе Скилаччи.
Летом 1989 Заваров должен был покинуть клуб, но поскольку «Ювентусу» не удалось купить бразильца Дунгу из «Фиорентины», то он был оставлен в команде. Второй сезон в клубе он начал вместе с соотечественником — Сергеем Алейниковым.
В Серии A в конце 1980-х и в начале 1990-х доминировали «Милан», «Интер», «Сампдория» и «Наполи». «Ювентус» же достиг успеха в розыгрыше Кубке УЕФА 1990 года, переиграв в двухматчевом финале «Фиорентину». Заваров в финальных играх участия не принимал.
По мнению игравшего вместе с Заваровым в «Ювентусе» Сергея Алейникова, Заварову помешали раскрыться ещё и психологические причины: «Заваров по своему характеру не слишком любил общаться, в том числе с журналистами. Отрабатывал тренировку — и домой. В Италии с таким подходом проблемы, увы, были неизбежны. А третья причина — это моё предположение. Человек годами привык работать в режиме двухразовых тренировок, всё время находиться в команде, почти не бывать дома. Здесь, когда тренировка в день лишь одна и нет никаких сборов, появилась куча свободного времени. Для семьи, наверное, это было хорошо, но самому Заварову, допускаю, перестроиться оказалось сложно».
Кроме того, Заваров довольно часто вступал в конфликты с руководством команды, непосредственно с патроном команды Аньелли. Советский футболист не забивал так много голов, как Платини, и руководство клуба было не совсем довольно новичком. На это он отвечал взаимными колкими выражениями.
В начале 1990 Дзофф перестал использовать Заварова на левом фланге, из-за чего Александр сник и потерялся на поле. На следующий сезон «Ювентус» не намерен был оставлять футболиста в команде. Затем команду принял новый тренер Джузеппе Манфреди, в распоряжении у которого появились молодые звёзды Роберто Баджо и немец Томас Хесслер. В скором времени он категорически заявил: «Русские футболисты мне не нужны», — имея в виду украинца Заварова и белоруса Алейникова.
Был вот в нашем футболе Заваров игрок по-своему талантливый. Ну, хорошо, взял его вовремя в руки Лобановский, заставил работать как следует, и Заваров два-три сезона показывал, на что способен. Но перешёл он в «Ювентус», а там у них не принято держать рядом с игроками «человека с палкой» — и поплыл Заваров. Пропал. — Валентин Иванов («Валентин Иванов: Я поставил на битую карту», «Футбол», 1992)

### «Нанси» и «Сен-Дизье»
По совету Мишеля Платини, с которым Заваров познакомился в Турине, он решил поехать завершать футбольную карьеру во французской команде «Нанси», где в своё время начинал свой футбольный путь француз. Платини сам на личном самолёте прилетел за Заваровым в Турин и забрал во Францию. В команде был ведущим игроком, образцом для молодых партнёров. Сам Заваров, понимая, что уже не будет других предложений от топ-клубов, решил, что во Франции и закончит карьеру. Поэтому после вылета клуба из высшей лиги никуда не ушёл. По уверению президента «Нанси» Жака Парантена, в команде за Заваровым закрепилась кличка Blette (с французского — мангольд (подвид свёклы)), поскольку Заваров часто произносил это слово, когда кто-то из партнёров (или он сам) ошибался на поле. После 5 сезонов игры за «Нанси» в высшем и втором дивизионах Франции, Александр Заваров перешёл в полулюбительскую команду «Сен-Дизье» из одноимённого города (в 100 км от Нанси), где работал в должности играющего тренера (к этому времени уже окончил школу тренеров). В первый сезон (1995/96) решился вложить деньги в бизнес — открыл бар. Однако к весне 1996 понял, что бизнесу надо отдаваться так же, как и футболу, поэтому бар в итоге закрыл. В «Сен-Дизье» на поле выходил только в случае крайней необходимости, действовал на позиции «либеро».

## Тренерская карьера

### Франция и Швейцария
Тренерскую деятельность начал во Франции. Два года работал с «Сен-Дизье», в том числе и как играющий тренер. При Заварове клуб вышел из пятого дивизиона в четвёртый, однако только на один сезон.
В 2001 вернулся в «Нанси». Президент «Нанси» из уважения к тому, что Заваров шесть лет отдал его клубу, предоставил ему возможность работать в команде. Начал с десятилетних детей, потом взял команду постарше, затем — молодёжную команду.
Во Франции Заваров получил тренерскую лицензию, которая позволяла ему быть главным тренером в любом дивизионе, кроме первого. Первым профессиональным клубом в его тренерской карьере стал швейцарский «Виль» (где, однако, тренерская лицензия не пригодилась — швейцарская федерация футбола не признавала лицензий, выдаваемых французской федерацией). Контрольный пакет акций клуба как раз выкупили бывшие футболисты Игорь Беланов и Геннадий Перепаденко и пригласили Александра Заварова на должность наставника команды в августе 2003 года. За два сезона Александр Заваров не только вывел провинциальную команду в высший дивизион швейцарского футбола, но и выиграл Кубок Швейцарии. После ухода Заварова команда практически развалилась в одночасье за один сезон и заняла лишь последнее, 10-е место в швейцарской высшей лиге.

### Казахстан, Украина и Россия
Далее в карьере Заварова были краткие периоды работы в казахстанском «Женисе» и харьковском «Металлисте». В Казахстане в 2004 году Заваров оказался с подачи Эме Жаке. Он руководил подготовкой тренерских кадров в общенациональном масштабе. Казахстанская федерация футбола обратилась к французам с официальной просьбой прислать тренера для «Жениса». Когда письмо оказалось в руках у Жаке, он предложил кандидатуру Заварова. В Казахстане в команде Заваров не прижился, признав, что там особый менталитет, который он так и не понял (например, необходимость участия в договорных матчах). С другой стороны, работал с такими футбольными мастерами как Олег Веретенников, Роман Монарев и Евгений Рымшин.
В харьковский клуб был назначен в январе 2005 года. При этом у него истёк срок украинской тренерской лицензии, и на матчи в протокол он вносился как спортивный директор клуба. Команду Заваров принял в тот момент, когда клуб стал разваливаться по причине ухода руководства, тренера Литовченко и основных игроков в другой харьковский клуб — ФК «Харьков». Контракт был подписан на год. Однако и в «Металлисте» Заваров не нашёл общего языка с руководством команды и по окончании сезона 2004/05 покинул клуб. Он так объяснил свою позицию: «Поставленную перед командой задачу занять место не ниже десятого мы фактически выполнили. Искренне благодарен футболистам и руководству клуба, но на будущее у меня совершенно другие планы».
Также в 2005 году два месяца проработал в ФК «Москва». Контракт был заключён на два года. Заваров должен был подбирать выпускников школы, которые по таланту соответствуют уровню основной команды «Москвы», привлекать их к тренировкам дубля. Одновременно должен был просматривать других футболистов, которые могли бы усилить основу. Однако, в клубе он также не захотел заниматься бесперспективной работой, поскольку увидел, что руководство не воспринимает идей, которые он предлагал развивать. В итоге ушёл по собственному желанию.

### «Арсенал» Киев

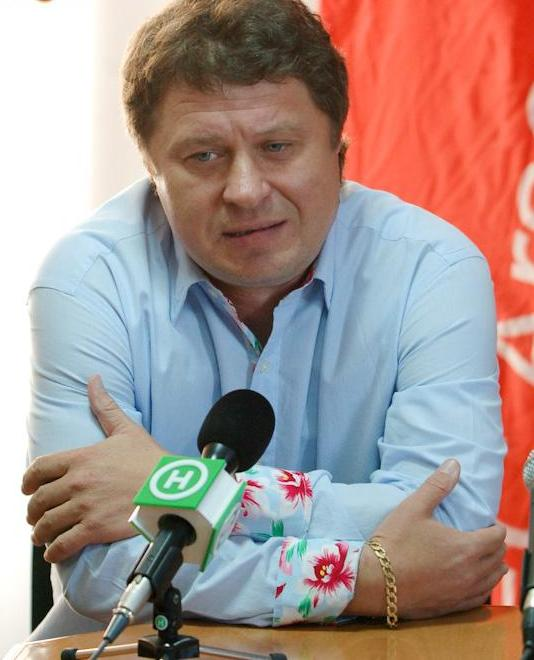
Заваров в качестве главного тренера киевского «Арсенала»

С 2005 по 2010 год тренировал киевский клуб высшей лиги «Арсенал». С самого начала тренерской деятельности стал одновременно директором и лично находил средства для содержания команды, которая осталась на тот момент без средств, без тренировочной базы и без стадиона. Эти игроки стали лидерами в своих клубах, и вошли в состав национальной команды Украины, готовящейся к Евро-2012. С приходом нового спонсора и президента клуба Вадима Рабиновича положение Заварова в клубе стало шатким.
В 2010 году был назначен советником вице-премьера Украины Б. В. Колесникова по вопросам подготовки ЕВРО-2012. В 2011 был приглашен работать со сборной Украины по футболу. Осенью 2012 временно возглавил команду в качестве и. о. главного тренера. С 2013 — помощник главного тренера сборной Михаила Фоменко. В 2015 перешел на должность советника президента ФФУ по вопросам подготовки сборной Украины, на которой проработал несколько месяцев.
С 2016 года работал в селекционной службе киевского «Динамо». Затем в 2018 перешел на службу в качестве скаута.

## Семья
Родители работали в литейном цехе на одном из заводов Луганска. Жена — Ольга. Сыновья — Александр и Валерий (назван в честь Валерия Лобановского). Александр играл во втором составе «Меца», а затем после травмы вынужден был закончить, женат с 2004 года, окончил университет. Валерий профессионально занимается футболом и сыграл несколько матчей за киевский «Арсенал» в украинской Премьер-лиге.

## Достижения

### В качестве игрока
«СКА» Ростов-на-Дону
- Обладатель Кубка СССР: 1981

«Динамо» (Киев)
- Чемпион СССР (2): 1985, 1986
- Обладатель Кубка СССР (2): 1985, 1987
- Обладатель Суперкубка СССР (2): 1986, 1987
- Обладатель Кубка обладателей кубков УЕФА: 1986
- Финалист Суперкубка УЕФА: 1986

«Ювентус»
- Обладатель Кубка УЕФА: 1990
- Обладатель Кубка Италии: 1990

Сборная СССР
- Вице-чемпион Европы: 1988
- Серебряный призёр юниорского (U-19) чемпионата мира 1979 года.

### В качестве тренера
«Виль»
- Обладатель Кубка Швейцарии: 2004

### Личные
- Футболист года на Украине: 1986
- Лучший футболист СССР (еженедельник «Футбол»): 1986
- В списках 33 лучших футболистов сезона в СССР (4): № 1 (1985, 1986, 1987, 1988)
- В списках лучших футболистов Украинской ССР[укр.] (4): № 1 (1985, 1986, 1987, 1988)
- Член бомбардирского Клуба Олега Блохина: 104 забитых мяча[25][26]
- Член Клуба Григория Федотова: 104 забитых мяча.
- Мастер спорта СССР международного класса (1986)
- Заслуженный мастер спорта СССР (1986)
- Лучший бомбардир Кубка обладателей кубков УЕФА: 1986 (5 голов)
- Обладатель приза журнала «Советский воин» «Рыцарю атаки» за наибольшее количество «хет-триков» в чемпионате СССР: 1987
- Играл за сборную ФИФА против команды Великобритании (1987) и за сборную мира против команды Франции (1988)

## Награды
- Награждён орденом «За заслуги» II степени (2016)[27]
- Награждён орденом «За заслуги» III степени (2004)[28]

## Клубная карьера
| Клуб                 | Сезон            | Чемпионат | Чемпионат | Кубок  | Кубок | Еврокубки | Еврокубки | Всего  | Всего |
| Клуб                 | Сезон            | Матчи     | Голы      | Матчи  | Голы  | Матчи     | Голы      | Матчи  | Голы  |
| -------------------- | ---------------- | --------- | --------- | ------ | ----- | --------- | --------- | ------ | ----- |
| Заря (Луганск)       | 1979             | 23        | 7         | 0      | 0     | 0         | 0         | 23     | 7     |
| СКА (Ростов-на-Дону) | 1980             | 34        | 6         | 4      | 1     | 0         | 0         | 38     | 7     |
| СКА (Ростов-на-Дону) | 1981             | 30        | 7         | 9      | 1     | 3         | 2         | 42     | 10    |
| Заря (Луганск)       | 1982             | 30        | 9         | 0      | 0     | 0         | 0         | 30     | 9     |
| Динамо               | 1983             | 29        | 8         | 1      | 0     | 3         | 0         | 33     | 8     |
| Динамо               | 1984             | 24        | 6         | 2      | 2     | 0         | 0         | 26     | 8     |
| Динамо               | 1985             | 31        | 9         | 5      | 2     | 4         | 3         | 40     | 14    |
| Динамо               | 1986             | 20        | 4         | 1+1КСЗ | 0     | 7         | 2         | 29     | 6     |
| Динамо               | 1987             | 14        | 5         | 5      | 3     | 5         | 0         | 24     | 8     |
| Динамо               | 1988             | 18        | 4         | 1      | 0     | 0         | 0         | 19     | 4     |
| Ювентус              | 1988/89          | 32        | 2         | 2      | 2     | 1         | 0         | 35     | 4     |
| Ювентус              | 1989/90          | 28        | 5         | 6      | 3     | 7         | 1         | 41     | 9     |
| Нанси                | 1990/91          | 30        | 7         | 2      | 0     | 0         | 0         | 32     | 7     |
| Нанси                | 1991/92          | 28        | 3         | 4      | 1     | 0         | 0         | 32     | 4     |
| Нанси                | 1992/93          | 28        | 9         | ?      | ?     | 0         | 0         | ?      | ?     |
| Нанси                | 1993/94          | 22        | 1         | ?      | ?     | 0         | 0         | ?      | ?     |
| Нанси                | 1994/95          | 26        | 3         | 2      | 1     | 0         | 0         | 28     | 4     |
| Сен-Дизье            | 1995/96          | ?         | 14        | ?      | ?     | 0         | 0         | ?      | ?     |
| Сен-Дизье            | 1996/97          | 10        | 3         | ?      | ?     | 0         | 0         | ?      | ?     |
| Сен-Дизье            | 1997/98          | 18        | 1         | ?      | ?     | 0         | 0         | ?      | ?     |
| Всего за карьеру     | Всего за карьеру | 485↑      | 113       | 44+1↑  | 16↑   | 30        | 8         | 559+1↑ | 137   |